# Honest (EP)
Honest es un EP del cantante y compositor, Drake Bell, el tercero que lanza en su carrera. El EP consta de 4 canciones, escritas y producidas durante 2016 y 2017.

## Antecedentes
Durante diciembre de 2016, Bell lanzó en su canal de Youtube un vídeo donde se apreciaban 35 segundos de la canción que da nombre al Extended Play, y en enero de 2017 lanzó el mismo sneak peak pero con un video diferente, y algunos retoques en la pista musical. Durante ese período de tiempo, también subió a su canal un vídeo donde se aprecia a un productor creando la canción Run Away.
El 16 de mayo de 2017, Drake Bell anuncia a través de Twitter, que el álbum estaba completamente listo, el cual sería lanzado un mes más tarde, el 30 de junio.

## Lista de canciones
| N.º | Título     | Escritor(es) | Duración |  |
| 1.  | «Leaves»   | Drake Bell   | 3:53     |  |
| 2.  | «Honest»   | Bell         | 3:52     |  |
| 3.  | «Run Away» | Bell         | 3:50     |  |
| 4.  | «Rewind»   | Bell         | 3:22     |  |